# جرج ویلسون
جرج ویلسون (به انگلیسی: George Wilson) بازیکن فوتبال زادهٔ ۱۴ ژانویه ۱۸۹۲ اهل انگلستان بود که سابقهٔ بازی در تیم ملی فوتبال انگلستان را در کارنامهٔ خود دارد. وی در تاریخ ۱۴ مارس ۱۹۲۱ نخستین بازی ملی خود را در مقابل تیم ملی فوتبال ولز انجام داد و با حضور در ۱۲ بازی ملی، در تاریخ ۱۷ مه ۱۹۲۴ واپسین بازی ملی‌اش را در برابر تیم ملی فوتبال فرانسه برگزار کرد.